# La Chèvrerie
La Chèvrerie település Franciaországban, Charente megyében. Lakosainak száma 137 fő (2022. január 1.). La Chèvrerie Bernac, La Faye, Saint-Martin-du-Clocher, Villefagnan és Villiers-le-Roux községekkel határos.

## Népesség
A település népessége az elmúlt években az alábbi módon változott:
| Lakosok száma | 140  | 168  | 149  | 148  | 124  | 132  | 140  | 141  | 139  | 137  |
|               | 1968 | 1982 | 1990 | 2006 | 2013 | 2015 | 2017 | 2019 | 2020 | 2022 |